# Locustella castanea
El zarzalero castaño (Locustella castanea) es una especie de ave paseriforme de la familia Locustellidae endémica de las islas Célebes, Buru y Ceram, en Indonesia, donde se encuentra en el suelo del bosque.

## Descripción
El adulto del zarzalero castaño es un pájaro discreto y poco llamativo de unos 15 cm de largo. Ambos sexos tienen una apariencia similar. Sus partes superiores son de color castaño rojizo, mientras que su pecho y vientre son grises, y tiene la garganta y barbilla de color gris blanquecino. Los flancos y parte inferior de la cola son de varios tonos de castaño. Presenta una lista superciliar clara y veteada, y una lista ocular oscura. Su pico es negro y sus patas de color marrón rojizo.

## Taxonomía
Fue descrito científicamente por el zoólogo suizo Johann Büttikofer en 1893. Durante mucho tiempo se clasificó en el género Bradypterus, pero los estudios genéticos indicaron que tenía que tenía que ubicarse en Locustella, donde se clasifica en la actualidad.
Se reconocen tres subespecies. La subespecie nominal L. c. castanea es propia de las zonas montañosas de Celebes, L. c. disturbans se encuentra en la isla de Buru y L. c. musculus en la iala de Ceram, ambas del sur de las Molucas.

## Hábitat
El zarzalero castaño se encuentra en los bosques de montaña primarios y secundarios, además de las zonas de matorral y herbazales densos aledañas. Muestra preferencia por las rozas cuviertas de musgo y los troncos cubiertos de lianas. En Ceram frecuenta las laderas bajas de las montañas con bosques de Lithospermum y Castanopsis con árboles de Shorea, Agathis y Dacrydium, helechos y musgos, y también entre las zonas densas de bambú. Uno de los mejores lugares para encontralo en Célebes es la reserva natural de Gunung Ambang.

## Comportamiento
El zarzalero castaño es un ave que se encuentra principalmente en el suelo, que deambula por el sotobosque y corretea por el bosque como los ratones. Con frecuencia levanta sus alas y cola. A veces canta posado en las ramas bajas. El canto de la subespecie nominal es una serie repetitiva de sonidos cortos que parecen el zumbido de un insecto, de tipo «tzeeeuuutzeee», que se diferencia mucho del canto de la subespecie de Ceram que es de tipo «zit-oh-zit». El canto de la tercera subespecie también es diferente a las otras dos. Sus hábitos reproductivos de la especie no se conocen pero se han observado juveniles totalmente emplumados en agosto.

## Estado de conservación
La población de zarzalero castaño parece estable, y a pesar de su limitada distribución, es común en algunas partes de ella por lo que está clasificado como especie bajo preocupación  menor por la UICN.